# Negrea, Hîncești
Negrea este un sat din raionul Hîncești, Republica Moldova.

## Demografie

### Structura etnică
Structura etnică a localității conform recensământului populației din 2004:
| Grup etnic                                               | Populație | % Procentaj  |
| -------------------------------------------------------- | --------- | ------------ |
| Băștinași declarați Moldoveni Băștinași declarați Români | 1955 7    | 98,49% 0,35% |
| Ruși                                                     | 10        | 0,50%        |
| Țigani                                                   | 9         | 0,45%        |
| Ucraineni                                                | 4         | 0,20%        |
| Total                                                    | 1985      |              |

## Administrație și politică
Componența Consiliului local Negrea (11 consilieri), ales la 5 noiembrie 2023, este următoarea:
|  | Partid                            | Consilieri | Componență | Componență | Componență | Componență | Componență | Componență | Componență | Componență | Componență |
|  | --------------------------------- | ---------- | ---------- | ---------- | ---------- | ---------- | ---------- | ---------- | ---------- | ---------- | ---------- |
|  | Partidul Social Democrat European | 9          |            |            |            |            |            |            |            |            |            |
|  | Partidul Acțiune și Solidaritate  | 2          |            |            |            |            |            |            |            |            |            |